# Código de la Tierra de 1922
El Código de la Tierra de 1922 de la RSFSR (Земельный кодекс, Zemelny kodeks) fue el primer documento principal que sistematizó la legislación de la tierra en la República Socialista Federativa Soviética de Rusia. Fue adoptado en la IV sesión del Comité Ejecutivo Central Panruso (VTsIK) y entró en vigor el 1 de diciembre de 1922.
El Código de la Tierra de 1922 fue elaborado bajo la supervisión y con la participación directa de Lenin. El propósito principal del código era regular la tenencia de la tierra por las comunidades rurales. Otros códigos de tierras similares fueron adoptados por otras repúblicas de la Unión Soviética entre 1922 y 1929. Después de la colectivización agrícola universal, los códigos de tierras de las repúblicas soviéticas perdieron su significado.
En 1970-1971, la Unión Soviética adoptó nuevos códigos de tierras en todas las repúblicas. El Código de la Tierra de 1970 de la RSFSR fue adoptado el 1 de diciembre de 1970.
En la Rusia moderna, está en vigor el Código de la Tierra de la Federación de Rusia de 2001 (Земельный кодекс Российской Федерации от 25 октября 2001 г. N 136-ФЗ), con varias enmiendas posteriores.